# Xaver Imfeld

Xaver Imfeld

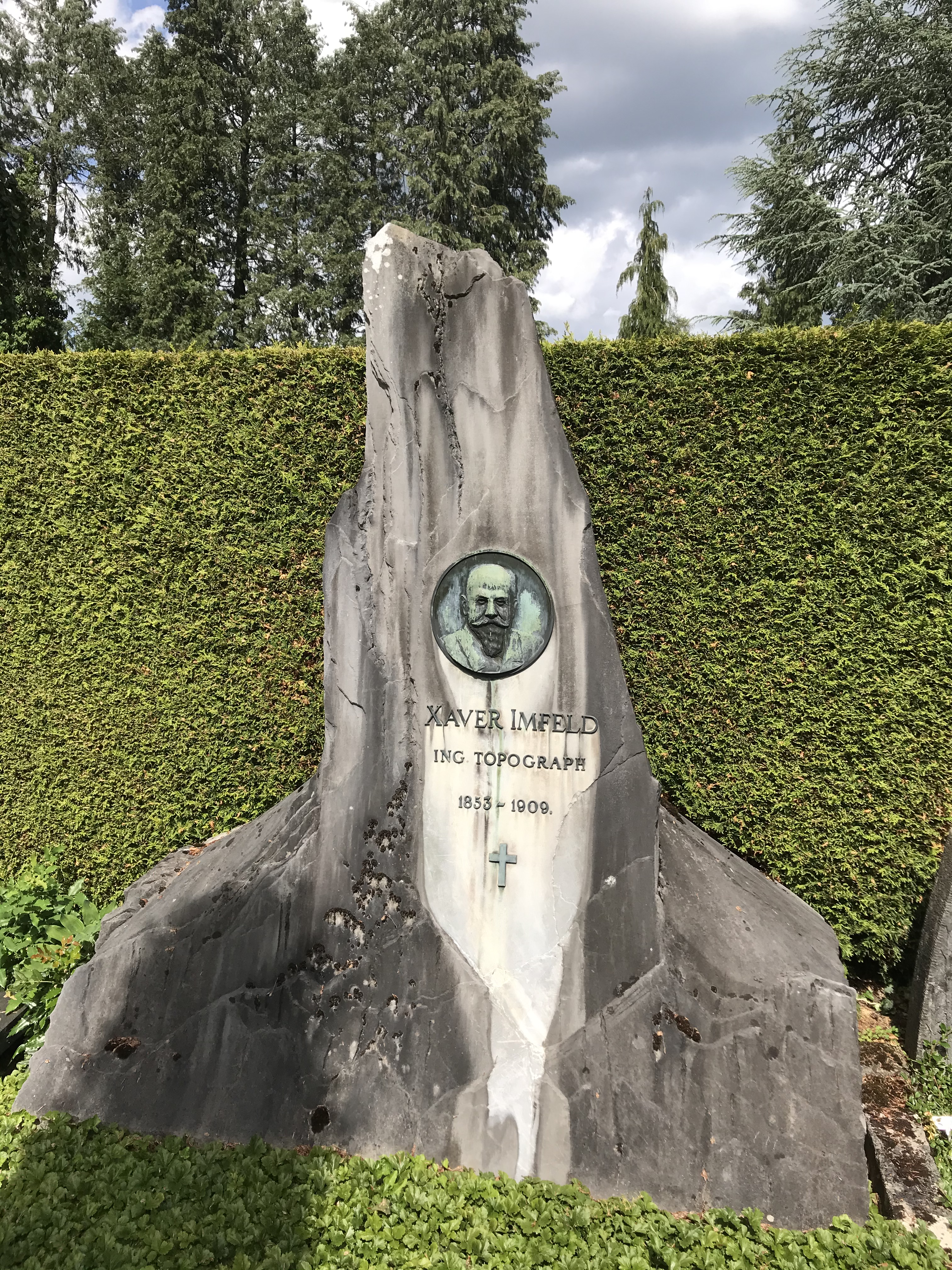
Grab von Xaver Imfeld, Friedhof Enzenbühl, Zürich

Xaver Imfeld (* 21. April 1853 in Sarnen; † 21. Februar 1909 in Zürich) war ein Schweizer Ingenieur-Topograf.

## Einführung
Xaver Imfeld wurde in Sarnen geboren und besuchte dort die Primar- und Realschule. Nach dem Umzug der Familie 1867 nach Luzern wechselte er an die dortige Industrieschule. Seine topografische Begabung stellte er schon mit siebzehn Jahren unter Beweis, als er ein Pilatusrelief 1:50'000 modellierte. Im Herbst 1872 begann er am eidgenössischen Polytechnikum (heute ETH) in Zürich das Studium als Ingenieur-Topograf.
Er war einer der bedeutendsten Schweizer Panoramazeichner, Reliefkünstler, Kartograf und Planer von Bergbahnen seiner Zeit. Von 1876 bis 1890 war er beim Eidgenössischen Topographischen Bureau (heute swisstopo) tätig. Über zwanzig Blätter des Siegfriedatlas stammen von ihm. Er zeichnete über vierzig Gebirgspanoramen, modellierte dreizehn Alpenreliefs und war zuständig für zahlreiche Ingenieurprojekte. 1888 eröffnete Imfeld in Zürich als freischaffender Ingenieur und Privattopograf ein eigenes Büro. Er fand auf dem Friedhof Enzenbühl seine letzte Ruhestätte.

## Karten
Reliefkarte der Zentralschweiz 1887 und die La Chaine du Mont Blanc 1890.
Im Jahre 1887 gab der Verein zur Förderung des Fremdenverkehrs am Vierwaldstättersee die Reliefkarte der Zentralschweiz im Massstab 1:100'000 von Imfeld heraus. Die Berge erscheinen herausragend und wurden in der Konstruktion um 45 Grad aufgerichtet. Für den Stich, die Probedrucke und die Korrekturen benötigte man damals mindestens ein Jahr. Das Besondere an Xaver Imfelds Aquarell zu dieser Karte ist der meisterhafte Kolorit. Er malte mit dem Pinsel. Bei den Gletscher- und Schneepartien trug er weisse Grundierfarbe auf, mit dem Effekt, dass einem diese alpinen Regionen hell leuchtend erscheinen. Die tieferen Gebiete erhielten dunklere Farben. Dadurch entstanden Höhenstufen, die vom Hellen ins Dunkle verlaufen. Sehr typisch für Imfeld war die Darstellung der Häuser in ihrer Seitenansicht. Weisse Seitenwände mit einem roten Dach. 1890 hatte Albert Barbey, Präsident der Sektion Les Diablerets des SAC, Imfeld beauftragt, eine Reliefkarte des Mont-Blanc Gebietes zu erstellen. Die La Chaine du Mont-Blanc im Massstab 1:50'000 sollte ein Meisterwerk werden. Das Kartenbild ist von einer hochalpinen Gletscherlandschaft geprägt. In tieferen Lagen dominieren die braungrauen Töne, während die Wälder nur schwach angedeutet sind.

## Reliefs

### Das Relief der Jungfraugruppe 1900
Während dreijähriger Arbeit entstand ein Gigant unter Imfelds Reliefs, die Jungfraugruppe. Im Massstab 1:2'500 hatte es eine Fläche von 25 Quadratmeter und war 1,40 m hoch. Es entstand in Zusammenhang mit der 1896 von Imfeld projektierten Jungfraubahn. Es warb 1900 an der Pariser Weltausstellung für das Berner Oberland, speziell für die geplante Jungfraubahn. Es wurde mit einem Grand Prix ausgezeichnet. Während des Zweiten Weltkriegs wurde es im Alpinen Museum in München bei einer Bombardierung zerstört.

## Panoramen
Imfelds Zeichnungen sind nicht nur geometrische Bergskizzen, sondern naturnahe Darstellungen von Landschaften, sozusagen Reliefs in zweidimensionaler Form. Die Panoramen zeichnen sich durch eine meisterhafte Gebirgsdarstellung aus. Er verband wissenschaftliche Genauigkeit mit künstlerischer Vollkommenheit.

## Ingenieurprojekte
Zwischen 1886 und 1909 führte er mehrere ingenieurtechnische Arbeiten durch, vor allem für Strassen- und Bahnprojekte. Es waren meistens Terrainaufnahmen mit topografischen Darstellungen, genau genommen detaillierte Kurvenkarten und Trasseeführungen.

## Matterhornbahn
Imfeld projektierte 1890 eine Bahn auf das berühmte Matterhorn. Eine Standseilbahn für die erste Etappe bis zum Schwarzsee und die zweite Etappe vom Schwarzsee bis zur Whympershütte sollte eine elektrische Zahnradbahn bewältigen. Der dritte und letzte Teil, eine elektrische Drahtseilbahn, wäre unsichtbar gewesen, da sie in einem Tunnel bis zum Firstkamm auf fast 4478 Meter über Meer hinaufgeführt hätte. Auf dem Gipfel sollten Restaurants und einige Schlafkabinen erbaut werden.